# Ctenosaura flavidorsalis
Ctenosaura flavidorsalis є видом ящірок родини ігуанових. Зустрічається в Сальвадорі, Гватемалі та Гондурасі. Його природне місце проживання — субтропічні чи тропічні сухі ліси. Йому загрожує втрата середовища проживання.